# Medżitlija
Medżitlija, Medžitlija (maced. Меџитлија) – wieś w południowej Macedonii Północnej, w pobliżu drugiego co do wielkości miasta tego kraju – Bitoli.
Osada wchodzi w skład gminy Bitola.